# Palacio real de Luang Prabang
El Palacio real de Luang Prabang se localiza en Laos, fue construido en 1904 durante la época colonial francesa para el rey Sisavang Vong y su familia. 
El sitio para el palacio fue elegido para que los visitantes oficiales a Luang Prabang pudieran desembarcar de sus travesías por el río justo debajo del palacio y ser recibidos allí. Después de la muerte del rey, el príncipe heredero Savang Vatthana y su familia fueron los últimos en ocupar los terrenos. El 2 de diciembre de 1975, la monarquía fue derrocada por los comunistas que proclamaron la república y la familia real fue llevada a campos de reeducación, donde murieron. El palacio se convirtió entonces en un museo nacional.